# Bundesautobahn 352

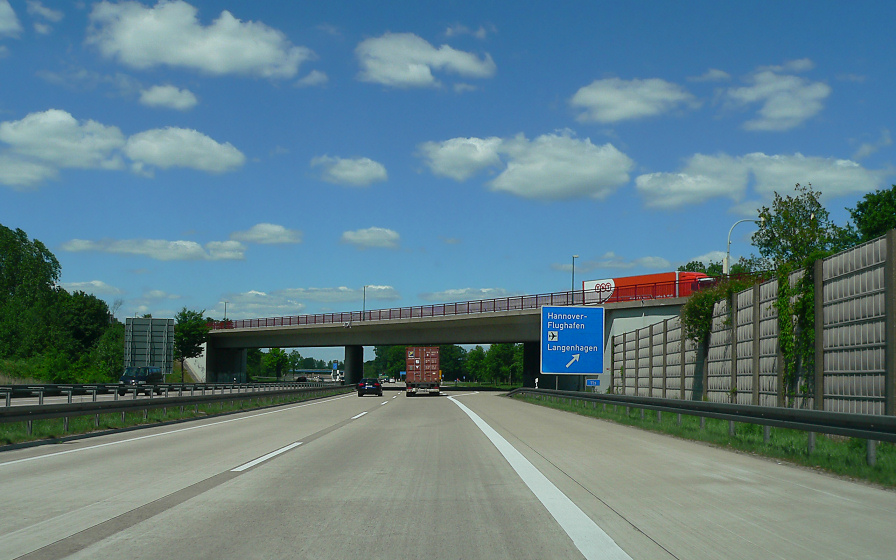
A 352 mit Abfahrt zum Flughafen Hannover

Die Bundesautobahn 352 (Abkürzung: BAB 352) – Kurzform: Autobahn 352 (Abkürzung: A 352) – ist eine Autobahn, die im Nordwesten Hannovers von der A 7 zur A 2 verläuft. Sie hat eine Länge von rund 17 Kilometern und wurde am 2. April 1976 für den Verkehr freigegeben.

## Beschreibung
Die Autobahndreiecke Hannover-Nord (an der A 7) und Hannover-West (an der A 2) sind Anfang und Ende der A 352. Diese Autobahndreiecke sind als Gabelungen ausgelegt, so dass am Autobahndreieck Hannover-Nord nur Verkehr von Hamburg von der A 7 auf die A 352 auffahren kann und nur Verkehr in Richtung Hamburg von der A 352 auf die A 7 auffahren kann; gleichartiges gilt für das Autobahndreieck Hannover-West für Verkehr von und nach Dortmund (A 2). Kurz hinter beiden Autobahndreiecken befinden sich auf der A 7 und der A 2 jedoch Anschlussstellen, an denen ein Fahrtrichtungswechsel möglich ist (Mellendorf an der A 7 bzw. Hannover-Herrenhausen an der A 2).
Die A 352 entlastet insbesondere das Autobahnkreuz Hannover-Ost (A 2/A 7), indem sie den Verkehr zwischen Norden und Westen ableitet und dabei etwa sieben Kilometer abkürzt. An der A 2 liegt die Ausfädelung unmittelbar hinter der Anschlussstelle Hannover-Herrenhausen, so dass sie auch den hannoverschen Westschnellweg und damit die Bundesstraße 6 direkt an die A 7 Richtung Norden anbindet.
Darüber hinaus dient die Autobahn auch der Verkehrsverteilung. Das nördliche Langenhagen, die Wedemark sowie der Flughafen Hannover werden an das Autobahnnetz angeschlossen. Über die vollständig höhenfreie südliche Anschlussstelle zur Flughafenstraße, die B 522, gibt es auch eine direkte Verbindung ins Zentrum Hannovers über die Vahrenwalder Straße.
Aufgrund ihrer geringen Länge verfügt die Autobahn über keinen Rastplatz und lediglich einen Parkplatz.

## Besonderheiten
Ein kurzer Abschnitt weist eine unübliche negative Kilometrierung auf. Der Schnittpunkt der A 352 mit der A 7 befindet sich an Kilometer 0,0. Die Kilometrierung des daran anschließenden Abschnitts bis zur Umfahrspur der A 7 erstreckt sich von 0,0 bis −0,8.